# 4. арондисман Париза
4. арондисман, Hôtel-de-Villе, је један од 20 арондисмана француског главног града Париза.

## Географски положај
4. арондисман се налази на десној обали Сене. Граничи на западу са 1. арондисманом, на северу са 3. арондисманом, а на истоку са 11. и 12. арондисманом. На супротној обали Сене налази се 5. арондисманом. Са површином од 160 хектара је трећи најмањи арондисман у Паризу.

## Четврти
Сваки арондисман у Паризу је подијељен на четири кварта, који су везано за пођелу на арондисмане, нумерисани бројевима од 1 до 80. Арондисман се дијели на четири градске четврти:
- Quartier Saint-Merri (13.)
- Quartier Saint-Gervais (14.)
- Quartier de l'Arsenal (15.)
- Quartier Notre-Dame (16.)

## Демографски подаци
| Година | Broj stanovnika | Густина (стан. по km2) |
| ------ | --------------- | ---------------------- |
| 1861   | 108.520         | 67.783                 |
| 1872   | 95.003          | 59.377                 |
| 1936   | 70.944          | 44.340                 |
| 1954   | 66.621          | 41.638                 |
| 1962   | 61.670          | 38.520                 |
| 1968   | 54.029          | 33.747                 |
| 1975   | 40.466          | 25.275                 |
| 1982   | 33.990          | 21.230                 |
| 1990   | 32.226          | 20.129                 |
| 1999   | 30.675          | 19.160                 |
| 2006   | 29.138          | 18.211                 |

## Важније улице и тргови
- Place de la Bastille
- Place des Vosges